# هاری کوستوف
هاری کوستوف (مقدونی: Хари Костов؛ زادهٔ ۱۳ نوامبر ۱۹۵۹) سیاست‌مدار اهل مقدونیه شمالی است. وی از ۲ ژوئن ۲۰۰۴ تا ۱۸ نوامبر ۲۰۰۴ نخست‌وزیر این کشور بود.